# Hispano-Suiza 12X
L'Hispano-Suiza 12X era un motore aeronautico 12 cilindri a V raffreddato a liquido prodotto in Francia dall'azienda francospagnola Hispano-Suiza agli inizi degli anni trenta.
Dal 12X verranno sviluppati il più potente Hispano-Suiza 12Y, impiegato in numerosi velivoli durante la seconda guerra mondiale, ed il 12Z, l'ultima evoluzione del progetto originale.

## Velivoli utilizzatori
Belgio
- Fairey Firefly IV

 Germania
- Dornier Do 10 (solo prototipo)

 Francia
- Arsenal VG-30
- Blériot-SPAD S.510
- Dewoitine D.500
- Gourdou-Leseurre GL-482
- Loire 130
- Loire-Nieuport LN.40
- Lioré et Olivier H-246
- Morane-Saulnier MS.227
- Morane-Saulnier MS.325
- Nieuport Ni-140
- Potez 540
- Potez 650

 Regno Unito
- Hawker Fury: Utilizzato nella guerra di Spagna e rimotorizzato Hispano-Suiza[1]